# Reportajes Canal +: Jon Sistiaga
Reportajes Canal +: Jon Sistiaga va ser un programa televisiu dins de la categoria reportatge/documental emès de manera irregular durant l'any per Canal+. El primer programa es va emetre el 16 de juny de 2011.
Fou un programa de reportatges presentat per Jon Sistiaga en el qual l'espectador comparteix amb el periodista tota la seva recerca en diferents punts del planeta.

## Reportatges
| Reportatge | Nom                                 | Dia d'estrena          | Pais         |
| ---------- | ----------------------------------- | ---------------------- | ------------ |
| 1x01       | En las puertas del infierno         | 16 de juny de 2011     | Indonèsia    |
| 1x02       | Los blancos de la ira               | 14 de setembre de 2011 | Tanzània     |
| 1x03       | Los Señores de la Guerra            | 17 de novembre de 2011 | Somàlia      |
| 1x04       | A lomos de la bestia                | 14 de març de 2012     | Mèxic        |
| 1x05       | Entre Barras Bravas                 | 19 de juny de 2012     | Argentina    |
| 1x06       | Caminando sobre las bombas          | 21 de novembre de 2012 | Afganistan   |
| 1x07       | Chernóbil, zona de alienación       | 23 de gener de 2013    | Ucraïna      |
| 1x08       | Caza al homosexual                  | 10 d'abril de 2013     | Uganda       |
| 1x09       | La América del odio                 | 9 d'octubre de 2013    | Estats Units |
| 1x10       | No es país para mujeres             | 19 de febrer de 2014   | Índia        |
| 1x11       | Ruanda, cómo organizar un genocidio | 19 de juny de 2014     | Ruanda       |
| 1x12       | La mara vida                        | 10 de desembre de 2014 | Hondures     |
| 1x13       | Colmillos de sangre                 | 3 de juny de 2015      | Kenya        |
| 1x14       | La tierra prometida                 | 29 de setembre de 2015 | Palestina    |